# Серж Генсбур
Серж Генсбу́р (фр. Serge Gainsbourg [sɛʁʒ ɡɛ̃zbuʁ], настоящее имя — Люсье́н Ги́нзбург (фр. Lucien Ginsburg); 2 апреля 1928, Париж — 2 марта 1991, Париж) — французский поэт, композитор, автор и исполнитель песен, кинорежиссёр

, актёр и сценарист. Считается одной из самых важных фигур в мировой популярной музыке. Во Франции его творчество носит легендарный характер, и он является одним из самых почитаемых музыкантов.
Сын еврейских эмигрантов из Феодосии, переехавших после Октябрьской революции (1917) во Францию. В первое время он хотел стать художником. Прославился же как автор, композитор и исполнитель в различных музыкальных жанрах, а также в кино и литературе. Его сценические начинания были трудны из-за специфической внешности. Он снял множество фильмов, сочинил более 40 музыкальных дорожек к различным фильмам.
С годами он создаёт себе имидж проклятого поэта и провокатора, но не для того, чтобы стать изгоем. («Я вывернул своё пальто, когда догадался, что подкладка отделана норкой», — говорит он.) В своих песнях он часто играет на двойном смысле слов, демонстрируя пристрастие к провокациям, в особенности полемическим (Lemon Incest) или эротическим (Love on the Beat, Les Sucettes). Одновременно он любит играть с различными литературными ссылками, как например к Альфонсу Алле (l’Ami Caouette) или к Полю Верлену (Je suis venu te dire que je m’en vais). Между тем он считает песню, а в особенности слова песни, «искусством второстепенным», в отличие, например, от живописи, так как песня не требует какой-либо инициации, чтобы быть оценённой. Однако, несмотря на это, временами он долго прорабатывал поэтическую форму своих текстов.

## Биография
Люсьен Гинзбург родился 2 апреля 1928 года в Париже в больнице «Отель-Дьё», вместе со своей сестрой-близнецом, Лилиан Гинзбург.
Родители Люсьена Гинзбурга были эмигрантами из Российской империи. Отец, дядя, дед и другие его родственники по отцовской линии жили в Крыму, в Феодосии. Отец — Иосиф Гинзбург (1896, Стамбул — 1971, Париж), пианист и композитор, окончил Санкт-Петербургскую консерваторию по классу композиции.
Мать — Ольга Бесман (1894, Феодосия — 1985, Париж) — камерная певица, также училась в Санкт-Петербургской консерватории. Происходила из семьи крещёных евреев, жила в Петрограде.
В 1918—1919 гг. Иосиф и Ольга Гинзбурги жили в Феодосии, покинули Россию в 1919 году, сначала переехав в Константинополь, затем в Париж, где  поселились на Рю-де-ля-Шин в 20-м округе. В 1922 году у них родился первый сын Марсель (умер в шестнадцать месяцев от пневмонии), в 1926 году — дочь Жаклин и, наконец, в 1928 году — близнецы  Люсьен и Лилиан (в семье их звали Лулу и Лили). 9 июня 1932 года Гинзбурги стали гражданами Франции.
Музыкальное образование получил в своей семье. В детстве Лулу вместе с сестрой-двойняшкой Лили пел в хоре. «Каждый день отец играл просто так, для себя, — Скарлатти, Баха, Вивальди, Шопена или Коула Портера. Он мог сыграть в своей аранжировке „Танец огня“ Мануэля де Фальи, или латиноамериканские песенки — это был универсальный пианист. Такова была прелюдия к моему музыкальному образованию, фортепиано моего отца. Я его слышал каждый день, всю жизнь от ноля до двадцати лет. И это сыграло важную роль». Иосиф Гинзбург зарабатывал на жизнь тем, что играл в ресторанах и на курортах и в конечном итоге Люсьен стал выступать вместе с ним.
В 1940 году Люсьен поступил в Нормальную школу музыки. Поскольку Франция к тому моменту уже была оккупирована, то Гинзбурги, как и все евреи, должны были носить жёлтую звезду. Позже Серж Генсбур, называя её «звездой шерифа» сказал, что он «родился под счастливой звездой… под жёлтой». По мере возрастающего антисемитизма Гинзбурги в начале лета 1941 года спрятались в убежище в Сарте. Поскольку Иосиф Гинзбург лишился заработка, не имея возможности выступать с концертами, в 1942 году он уехал в «свободную зону». В январе 1944 года туда же по фальшивым документам уехала и Ольга с детьми, после чего Гинзбурги, под фамилией Гимбар, спрятались в деревне Гранд-Ведей в Верхней Вьенне. Жаклин и Лилиан Гинзбург под фальшивыми именами были определены в монашескую школу Сакре-Кёр в Лиможе, а Люсьен, также под фальшивым именем, — в иезуитский колледж в Сен-Леонар-де-Нобла. Однажды вечером туда нагрянуло с проверкой гестапо, получившее наводку на наличие прячущегося еврея, но дирекция колледжа успела предупредить Люсьена и он сбежал в ближайший лес, где провёл всю ночь. В период оккупации режим Виши аннулировал французские документы Гинзбургов, но сам Люсьен об этом никогда не знал.
После войны Гинзбурги вернулись в Париж, где Люсьен пошёл учиться в Лицей Кондорсе, где должен был получить степень бакалавра, но бросил его незадолго до этого.
C 1947 года обучался живописи в Академии Монмартра, где познакомился со своей первой женой, происходившей, как и он, из русской эмигрантской семьи, художницей Елизаветой Левицкой. Одним из его педагогов был Фернан Леже. Впоследствии Гинзбург оставил живопись и даже уничтожил большую часть своих картин. После прохождения военной службы работал преподавателем в детском приюте; его жена называет его «врождённым педагогом». До начала артистической карьеры зарабатывал на жизнь также игрой на фортепиано и гитаре в кабаре. «Пианист в баре — это лучшая школа. Мой репертуар простирался от Лео Ферре до Шарля Азнавура, включая Гершвина, Коула Портера, Ирвинга Берлина или Мулуджи».
В 1948 году проходил военную службу в 93-м пехотном полку в Курбевуа, где часто оказывался в карцере за неповиновение. Именно в армии он пристрастился к алкоголю, который часто скрытно распивал с сослуживцами. И там же, в армии, он научился играть на гитаре.
В конце 1950-х гг. Люсьен Гинзбург немного изменяет французское написание своей фамилии, Ginsburg на Gainsbourg, берёт псевдоним — Сергей, Серж — он был взят музыкантом из привязанности к таланту русского пианиста Сергея Рахманинова. Близкие и родственники по-прежнему звали его Лулу.
В 1958 году выходит первый альбом Генсбура «Du chant a la une!». Довольно долго ему не удаётся привлечь к себе большое внимание публики, однако к середине 1960-х годов ситуация меняется. Он пишет коммерчески успешные песни и зарабатывает на них приличное состояние (в том числе создаёт песни для нескольких франкоязычных исполнителей, выступавших в разные годы на конкурсе «Евровидение»). В то же время он практически не выступает с  концертами.
В 1967 году он создаёт песню «Je t’aime… moi non plus». Сначала он её записывает в дуэте с Бриджит Бардо, однако по её настоянию запись не выходит. Спустя два года Генсбур перезаписал её в дуэте с Джейн Биркин. Песня становится популярной по всему миру, она занимает верхнюю строчку британского хит-парада и попадает в чарт Billboard Hot 100. Однако на некоторых радиостанциях (в том числе Би-би-си) песня была запрещена из-за стонов, которые издаёт Биркин между куплетами песен.
На протяжении 1970-х годов Генсбур продолжает издавать альбомы. Его альбомы тех времён имеют определённую концепцию, и, тем самым, Генсбур первым во Франции начал выпускать так называемые концептуальные альбомы.
Так, Histoire de Melody Nelson (1971) рассказывает о трагической любви зрелого мужчины к пятнадцатилетней девочке, которая погибает в авиакатастрофе.
Rock around the Bunker (1975) — блистательная и едкая сатира на гитлеровскую Германию (во время оккупации Генсбуру и его семье пришлось скрываться от преследований нацистов). Специфический юмор этого альбома вновь шокировал публику: до этого о преступлениях нацизма не было принято говорить в подобном тоне.
Главный герой альбома L'homme à tête de chou (1976), признанного критиками вершиной творчества Генсбура, убивает свою легкомысленную возлюбленную, доводящую его до разорения, и в конце концов попадает в сумасшедший дом.
В 1979 году Генсбур начинает работать с музыкантами из групп Питера Тоша и Боба Марли, выпустив потом два альбома в стиле регги. Для первого альбома Генсбур записывает регги-версию «Марсельезы», вызвавшую скандал среди консервативной аудитории. Тогда же он после многолетнего перерыва возобновляет концертные выступления и пользуется успехом у тинейджеров. В течение почти десяти лет он активно занимается концертной деятельностью.
В 1980 году Генсбур издаёт роман «Евгений Соколов».
В 1980-е гг. он записывает два альбома — Love on the Beat (1984) и You’re Under Arrest (1987). В них звучат мрачные мотивы — темой песен становятся насилие, наркотики, смерть. Постепенно Генсбур отказывается от традиционной манеры пения, предпочитая начитывать свои тексты под музыку. Последняя песня на последнем альбоме Генсбура, Mon légionnaire — перепевка шлягера 1930-х гг., ставшего известным в исполнении Эдит Пиаф.
Ещё при жизни певца, в 1989 году, почти все его песни выходят в коллекционном собрании на CD (сам Генсбур иронически назовёт этот бокс-сет «своим саркофагом»). Не издававшиеся при жизни Генсбура песни, в том числе концертные записи, продолжают активно выходить в наши дни.

### Смерть и похороны
Генсбур скончался 2 марта 1991 года за рабочим столом в своей квартире на Рю де Верней в результате пятого инфаркта. Он похоронен вместе со своими родителями Ольгой и Иосифом Гинзбург на кладбище Монпарнас в Париже. Его могила является одной из самых посещаемых наряду с могилами Жана-Поля Сартра, Симоны де Бовуар и Шарля Бодлера. Стихотворение последнего Le serpent qui danse (Танцующая змея) Генсбур положил на музыку в 1962 году.

На похоронах Сержа Генсбура 7 марта 1991 года помимо его родных присутствовали Катрин Денёв, Изабель Аджани, Франсуаза Арди, Патрис Шеро, Эдди Митчелл, Рено, Джонни Холлидей, политики Жак Ланг и Катрин Таска, а также бригада поваров и работников ресторана L’Espérance, который он часто посещал в свои последние дни. Президент Франции Франсуа Миттеран в надгробной речи сказал: «Он был нашим Бодлером, нашим Аполлинером… Он возвел песню в ранг искусства». Катрин Денёв прочитала над могилой Генсбура его стихотворение Fuir le bonheur de peur qu’il ne se sauve (Бежать от счастья).
Бежать от счастья, пока оно само не убежало

Пока лазурь небес не обратилась свинцом

Подумать или перейти к иному,

лучше

Бежать от счастья, пока оно само не убежало

Сказать себе, что над радугой

Выше, сияет лучезарное

солнце

Верить в богов,

даже когда все кажется таким отвратительным,

Что сердце проходит через круги ада

Бежать от счастья, пока оно само не убежало

Как мышка в уголке алькова

## Личная жизнь
- Жена Елизавета Левицкая (5 марта 1926 — 3 октября 2022 года), художница — брак с 3 ноября 1951 по 1957 год. Элиза Левицкая происходила из семьи русских эмигрантов, из дворянского рода Левицких. В годы замужества носила фамилию Гинзбург. Художница, живописец. В 1940—1950-е годы работала литературным секретарём поэта G. Hughet; несколько месяцев сотрудничала с художником Сальвадором Дали. Также работала фотомоделью для модного дома «Laure Belin» (Lingerie). Автор книги воспоминаний о Гинзбурге[12] Елизавета Левицкая отмечает сильное влияние на Генсбура личности Сальвадора Дали[13]. Элизе Левицкой посвящена известная песня «Элиза»[14].
- Жена Франсуаз-Антуанетт Панкрацци (род. 28 августа 1931) — брак с 7 января 1964 по февраль 1966. Иногда в прессе Панкрацци называют «княгиня Голицына», потому что в первом браке она была замужем за Георгием Владимировичем Голицыным (1916—1992). После развода со второй женой Генсбур больше официально не вступал в брак. Их дочь Наталья родилась в законном браке, в то время как сын Павел родился уже после их развода в результате их краткого воссоединения в 1967 году. После того, как они окончательно разошлись, Панкрацци свела общение Генсбура с детьми до минимума (фактически, Наталья и Павел с отцом после этого никогда не встречались).
  - Дочь Наталья Люсьеновна Гинзбург (род. 7 августа 1964).
  - Сын Павел Люсьенович Гинзбург (род. 1968).
- В 1967 году в прессе широко обсуждался роман Генсбура с Брижит Бардо, длившийся несколько месяцев (с октября 1967, когда он записал с ней песню Je t’aime… moi non plus, однако по просьбе актрисы не стал её выпускать (она вышла лишь в 1986 году)).
- Джейн Биркин (1946—2023), актриса и певица — фактический брак с 1969 по 1980 годы. Биркин и Генсбур моментально стали самой модной парой Франции; в 1969 году они выпускают свой совместный сингл Je t’aime… moi non plus («Я тебя люблю… Я тебя тоже нет»), в финале которого Биркин начинала стонать, а затем имитировала оргазм. Сингл стал самой продаваемой песней года во Франции (более миллиона копий в первые недели продаж) и ураганным хитом во всех странах Европы. Это произошло несмотря на запрет исполнения песни в радиоэфире целого ряда государств, а также на официальное заявление Папы римского с осуждением композиции. Так или иначе, песня стала визитной карточкой пары.
  - Дочь Шарлотта Генсбур (род. 21 июля 1971) — актриса.
- Каролин Паулюс[англ.] (род. 8 октября 1959), модель, певица и актриса — фактический брак с 1980 по 1991 годы. Каролина фон Паулюс происходила из знаменитой немецкой семьи: её дедом был генерал-фельдмаршал Фридрих Паулюс (1890—1957); бабушка Еленой-Констанцией Розетти-Солеску[рум.] (1889—1949), была ближайшим другом королевы Елизаветы Румынской. В 1943 году Ф. Паулюс после Сталинградской битвы был взят в плен, а его семья в Германии была арестована, заключена в Бухенвальд и затем в Дахау. Елена Паулюс умерла после освобождения из лагеря, пребывание в котором подорвало её здоровье, была признана жертвой нацизма. 
Сценический псевдоним Каролин фон Паулюс — «Бамбу».
  - Сын Люсьен Генсбур[фр.] (род. 5 января 1986) — пианист и композитор[15].

## Оценка творчества
Писать песни и петь Генсбур начал под сильным воздействием творчества Бориса Виана. Карьеру исполнителя он начал сравнительно поздно (в 30 лет). Необычная внешность и оригинальная манера пения, а также провокационная тематика ряда песен (неприкрытый цинизм, эпикурейство, женоненавистничество) не способствовали быстрой популярности у аудитории, однако со временем Генсбур научился нравиться публике, оставаясь при этом самим собой.
В своем творчестве Генсбур постоянно экспериментировал и использовал новые стили: начав с классического французского шансона и джаза, он в течение жизни обращался к коммерческой поп-музыке, рок-н-роллу, регги, фанку, новой волне и рэпу (в 1980-е гг.). Сын профессионального музыканта, воспитанный на классике, Генсбур также часто использовал в своём творчестве темы знаменитых композиторов прошлого — Брамса, Шопена, Грига.
Будучи талантливым версификатором и экспериментатором в области стиха, Генсбур не считал себя поэтом и неоднократно открещивался от подобных утверждений. Тем не менее его песни изобилуют неожиданными и изысканными рифмами, виртуозными каламбурами. В текстах Генсбур активно пользовался английскими словами, грамматикализованными на французский лад (так называемый стиль franglais, «франглийский»), подчеркивая свою ориентированность на поп-культуру. Генсбур оказал на французскую песню огромное влияние, избавив этот жанр от многих «старомодных» поэтических и музыкальных условностей.
Будучи разносторонне одарённым — художник, поэт, певец, композитор, актёр, режиссёр, он и в жизни использовал элементы театральности, прославившись мастером эпатажа (откровенные тексты песен и неожиданные поступки); появление Генсбура на телевидении нередко вызывало скандал (в одной из телепередач он сжёг банкноту в 500 франков, протестуя против высоких налогов, и т. п.)
Песни для других он пишет до конца своих дней. Среди исполнявших его песни десятки имен, в том числе Джейн Биркин, Брижит Бардо, Катрин Денёв, Изабель Аджани, Ванесса Паради, Жюльетт Греко, Далида, Франс Галль, Франсуаза Арди, Анна Карина, Минуш Барелли, Мирей Дарк, Мишель Мерсье, Режин и другие.
Генсбур оказал значительное влияние на творчество таких французских артистов, как группа «Taxi Girl», Рено или Étienne Daho, а также на зарубежных артистов, таких как Бек, «Portishead» и композитор Дэвид Холмс. Кавер-версии песен Генсбура делали такие исполнители, как Ник Кейв, Кайли Миноуг, Скарлетт Йоханссон, Белинда Карлайл, Arcade Fire, а в 2006 году вышел трибьют-альбом «Monsieur Gainsbourg Revisited», для которого свои версии композиций маэстро сделали такие певцы и группы, как Franz Ferdinand (спели вместе с Джейн Биркин), Placebo, The Kills, Tricky, Марк Алмонд, Карла Бруни и другие.

### Признание
В 1994 году во Франции вышел фильм Жана Беккера «Элиза» с участием Ванессы Паради и Жерара Депардьё, вдохновлённый одноимённой песней Генсбура и посвящённый ему.
В 2010 году на экраны вышла картина Жоанна Сфара «Генсбур. Любовь хулигана» (фр. Gainsbourg, vie héroïque — дословно «Генсбур, героическая жизнь»), представляющая собой романтизированную биографию Генсбура с элементами вымысла. За роль Генсбура актёр Эрик Эльмонино был удостоен главной кинопремии Франции «Сезар» в номинации «лучшая мужская роль». В русском прокате главного героя озвучил Сергей Шнуров.

## Фильмография

### Актёр
- 1958 — 1996 — За последние пять минут / Les cinq dernières minutes — Себастьян
- 1959 — Танцуй со мной / Voulez-vous danser avec moi? — Леон
- 1960 — Восстание рабов / La rivolta degli schiavi — Корвино
- 1963 — Незнакомка из Гонконга / L’inconnue de Hong Kong — Жан, пианист
- 1967 — Эстуфад по-карибски / Estouffade à la Caraïbe — Клайд
- 1967 — Вальми / Valmy — маркиз де Сад
- 1967 — Ох, уж этот дед! / Ce sacré grand-père — Реми
- 1968 — Жизнь ночью / Vivre la nuit — Матье
- 1969 — Слоган / Slogan — Серж Фаберже
- 1969 — Дороги Катманду / Les chemins de Katmandou — Тед
- 1970 — Марихуана / Cannabis — Серж Морган
- 1971 — Роман конокрада / Romansa konjokradice — Зигмунд
- 1971 — Девятнадцать девушек и один моряк / Devetnaest djevojaka i jedan mornar — моряк
- 1972 — Слишком красивые, чтобы быть честными / Trop jolies pour être honnêtes — Альберт
- 1973 — Смерть отображается в кошачьих глазах / La morte negli occhi del gatto — инспектор полиции
- 1980 — Я вас люблю / Je vous aime — Симон
- 1986 — Шарлотта навсегда / Charlotte For Ever — Стэн

### Режиссёр
- 1976 — Я тебя люблю… Я тебя тоже нет / Je t’aime moi non plus
- 1983 — Экватор / Équateur
- 1986 — Шарлотта навсегда / Charlotte For Ever
- 1990 — Стэн-эксгибиционист / Stan the Flasher

### Сценарист
- 1967 — Анна / Anna
- 1976 — Я тебя люблю… Я тебя тоже нет / Je t’aime moi non plus
- 1983 — Экватор / Équateur
- 1986 — Шарлотта навсегда / Charlotte For Ever
- 1990 — Стэн-эксгибиционист / Stan the Flasher

### Композитор
- 1960 — Слюнки текут / L’eau à la bouche
- 1960 — Волки в овчарне / Les loups dans la bergerie
- 1963 — Стриптиз / Strip-tease
- 1964 — Как вам моя сестра? / Comment trouvez-vous ma soeur?
- 1964 — Самые прекрасные мошенничества в мире / Les plus belles escroqueries du monde
- 1966 — Дамский платок для аса / Carré de dames pour un as
- 1966 — Садовник из Аржантей / Le jardinier d’Argenteuil
- 1966 — Шпион / L’espion
- 1966 — Обнажённые сердца / Les coeurs verts
- 1967 — Анна / Anna
- 1967 — Все его безумцы / Toutes folles de lui
- 1967 — Одна и другая / L’une et l’autre
- 1967 — Горизонт / L’horizon
- 1967 — Если бы я был шпионом / Si j'étais un espion
- 1967 — Ох, уж этот дед! / Ce sacré grand-père
- 1968 — Босс / Le Pacha
- 1968 — Манон 70
- 1969 — Мистер Фридом / Mr. Freedom
- 1969 — Лозунг / Slogan
- 1969 — Дороги Катманду / Les chemins de Katmandou
- 1969 — Париж не существует / Paris n’existe pas
- 1970 — Тайна фермы Мессе / La horse
- 1970 — Марихуана / Cannabis
- 1971 — Девятнадцать девушек и один моряк / Devetnaest djevojaka i jedan mornar
- 1972 — Секс-шоп / Sex-shop
- 1972 — Слишком красивые, чтобы быть честными / Trop jolies pour être honnêtes
- 1973 — Частный показ / Projection privée
- 1976 — Я тебя люблю… Я тебя тоже нет / Je t’aime moi non plus
- 1977 — Мадам Клод / Madame Claude
- 1977 — Прощай, Эммануэль / Goodbye Emmanuelle
- 1979 — Меланхоличная малышка / Melancoly Baby
- 1979 — Ночной бардак / Tapage nocturne
- 1980 — Я вас люблю / Je vous aime
- 1983 — Экватор / Équateur
- 1984 — Мода во Франции / Mode in France
- 1986 — Вечернее платье / Tenue de soirée
- 1986 — Шарлотта навсегда / Charlotte For Ever
- 1990 — Стэн-эксгибиционист / Stan the Flasher

## Дискография
- 1958: Du chant à la une!…
- 1959: N°2
- 1961: L'étonnant Serge Gainsbourg
- 1962: N°4
- 1963: Gainsbourg Confidentiel
- 1964: Gainsbourg Percussions
- 1967: Anna
- 1967: Gainsbourg & Brigitte Bardot: Bonnie & Clyde
- 1968: Gainsbourg & Brigitte Bardot: Initials B.B.
- 1969: Jane Birkin & Serge Gainsbourg
- 1970: BO du film Cannabis
- 1971: Histoire de Melody Nelson
- 1973: Vu de l’extérieur
- 1975: Rock around the bunker
- 1976: L’Homme à tête de chou
- 1977: BO du film Madame Claude
- 1979: Aux armes et cætera
- 1980: Enregistrement public au Théâtre Le Palace
- 1981: Mauvaises nouvelles des étoiles
- 1984: Love on the beat
- 1985: Serge Gainsbourg live Casino de Paris)
- 1987: You're Under Arrest
- 1988: Le Zénith de Gainsbourg
- 1989: De Gainsbourg à Gainsbarre (Box Set)
- 1997: Comic Strip
- 2001: Gainsbourg Forever (Integral Box Set)
- 2001: Le Cinéma de Gainsbourg (Box Set)
- 2001: Théâtre des Capucines 1963
- 2003: Initials S.G.
- 2005: Love and the Beat 2CD
- 2006: Mister Melody — Les Interprètes De Serge Gainsbourg (Box Set)

## Трибьюты
- 1995: Mick Harvey Intoxicated Man
- 1997: Mick Harvey Pink Elephants
- 1997: Great Jewish Music: Serge Gainsbourg
- 1999: Christiane Canavese Canavese chante Gainsbourg - Ces petits riens...
- 2001: Lucien Forever: A Tribute to Serge Gainsbourg
- 2006: Monsieur Gainsbourg Revisited
- 2009: Gainsnord: Serges Songs Revisited By Bands From The Lowlands

## Видеография (певец)
- 1994: De Serge Gainsbourg à Gainsbarre
- 2005: D’autres nouvelles des étoiles (2 DVD)

## Наиболее известные песни
- «Aux armes et caetera»
- «Baby Pop»
- «Bloody Jack»
- «Bonnie and Clyde»
- «Comic Strip»
- «Couleur Café»
- «Elaeudanla Teiteia»
- «Ford Mustang»
- «Hold Up»
- «Initials B.B.»
- «Je t’aime… moi non plus»
- «L’ami Caouette»
- «La Gadoue»
- «La Javanaise»
- «La Chanson De Prevert»
- «Lemon Incest»
- «Le Poinçonneur des Lilas»
- «Les sucettes»
- «Lola Rastaquouere»
- «Love on the Beat»
- «New York U.S.A.»
- «Poupée de cire, poupée de son»
- «Qui est IN, qui est OUT»
- «Requiem pour un c…»
- «Sea, Sex and Sun»

## Фильмы о Серже Генсбуре
- Генсбур. Любовь хулигана (фр. Gainsbourg, vie héroïque) (2010)
- Генсбур / Башунг — Фантазия Нельсона (Gainsbourg / Bashung — Fantaisie Nelson), документальный фильм, реж. Стефан Бассе / Stéphane Basset (2016)

### на английском языке
- Véronique Mortaigne (2019). Je t’aime: The legendary love story of Jane Birkin and Serge Gainsbourg. Icon Books, 256 pages. ISBN 978-1-7857-8484-2
- Sylvie Simmons (2001). Serge Gainsbourg: A Fistful of Gitanes : Requiem for a Twister. Helter Skelter Ltd., 192 pages, ill. ISBN 978-1-9009-2428-3

### на итальянском языке
- Dionisio Bauducco (a cura di), Serge Gainsbourg. Poesia senza filtro, Stampa Alternativa/Nuovi Equilibri, 2006, 301 pagine. ISBN 978-8-8722-6932-9
- Jennifer Radulović, Scandale! Gainsbourg, PaginaUno, 2019, 340 pagine. ISBN 978-8-8996-9935-2
- Marco Ongaro, Un poeta può nasconderne un altro — Il senso per la parola di Serge Gainsbourg, Caissa Italia Editore, 2021, 192 pagine. ISBN 978-8-8672-9127-4

### на французском языке
- Andrew Birkin. Serge Gainsbourg et Jane Birkin: L'album de famille intime. ALBIN MICHEL, 2022, 224 pages. ISBN 978-2-2264-7105-5
- Tony Frank. Serge Gainsbourg. SEUIL, 2009, 168 pages. ISBN 978-2-0209-9346-3